# Bromelia legrellae
Bromelia legrellae là một loài thực vật có hoa trong họ Bromeliaceae. Loài này được (E.Morren) Mez mô tả khoa học đầu tiên năm 1891.